# Unification
Unification (в переводе с англ. — «Объединение») — второй студийный альбом немецкой пауэр-метал-группы Iron Savior, выпущенный 10 января 1999 года.
Песни из данного альбома продолжают научно-фантастический рассказ о корабле «Железный спаситель». Всего в него вошло двенадцать новых песен и три кавера. Для демонстрации будущего релиза был выпущен мини-альбом Coming Home.
Во время фестиваля в 1998 году, Iron Savior вместе с журналистами из изданий Rock Hard и Metal Hammer устроили конкурс среди малоизвестных групп за право включения в будущий альбом своей песни. В итоге выбор остановился на песне «Dragonslayer» швейцарской пауэр-метал-группы Excelsis.
Диск попал в один из немецких чартов, заняв там 79 место.

## Список композиций
| №   | Название                 | Автор(ы)   | Длительность |
| --- | ------------------------ | ---------- | ------------ |
| 1.  | «Coming Home»            | Пит Силк   | 5:24         |
| 2.  | «Starborn»               | Пит Силк   | 4:36         |
| 3.  | «Deadly Sleep»           | Кай Хансен | 5:09         |
| 4.  | «Forces of Rage»         | Пит Силк   | 5:46         |
| 5.  | «Captain's Log»          | Пит Силк   | 1:01         |
| 6.  | «Brothers (Of the Past)» | Пит Силк   | 4:42         |
| 7.  | «Eye to Eye»             | Пит Силк   | 5:52         |
| 8.  | «Mind Over Matter»       | Пит Силк   | 5:34         |
| 9.  | «Prisoner of the Void»   | Пит Силк   | 4:43         |
| 10. | «The Battle»             | Пит Силк   | 5:46         |
| 11. | «Unchained»              | Пит Силк   | 6:08         |
| 12. | «Forevermore»            | Кай Хансен | 5:15         |

| №   | Название                                 | Автор(ы)                                               | Длительность |
| --- | ---------------------------------------- | ------------------------------------------------------ | ------------ |
| 13. | «Gorgar (Version '98)» (кавер Helloween) | Кай Хансен                                             | 4:06         |
| 14. | «Neon Knights» (кавер Black Sabbath)     | Гизер Батлер, Ронни Джеймс Дио, Тони Айомми, Билл Уорд | 3:52         |
| 15. | «Dragonslayer» (в исполнении Excelsis)   | Excelsis                                               | 5:24         |

| №                   | Название                           | Автор(ы)            | Длительность |
| ------------------- | ---------------------------------- | ------------------- | ------------ |
| 13.                 | «Metal Invaders» (кавер Helloween) | Кай Хансен          | 3:50         |
| Общая длительность: | Общая длительность:                | Общая длительность: | 77:07        |

## Участники записи

### Iron Savior
- Пит Силк — вокал, бэк-вокал, гитара
- Кай Хансен — гитара, вокал
- Андреас Кук — электронная клавиатура, бэк-вокал
- Ян-Сорен Эккерт — бас, бэк-вокал, дополнительный вокал в песне «Unchained»
- Дан Циммерман — ударные

### Дополнительные музыканты
- Уве Лулис — гитарное соло в песне «The Battle»
- Клаудия Солмс — женский хор в песне «Forevermore»
- Джейсон Бритвеге — голос рассказчика в «Captain’s Log»

### Производство
- Пит Силк — музыкальный продюсер, звукорежиссёр, сведение
- Кай Хансен — дополнительное сведение в песне «Deadly Sleep»
- Кристиан Хуитула — дизайн обложки
- Мариса Якоби — другое оформление
- Мелани Дрийсси — фотографии